# Oceans (Pearl Jam)
Oceans is een lied van de Amerikaanse rockband Pearl Jam, afkomstig van het debuutalbum Ten uit 1991. Het verscheen in 1992 als vierde single afkomstig van Ten. De eerdere singles waren Alive, Even Flow en Jeremy. Oceans werd in 1992 alleen buiten de Verenigde Staten als single uitgegeven, en pas in juni 1995 in de Verenigde Staten zelf. In de periode ertussen was de single alleen als (duurdere) importversie verkrijgbaar.

## Tekst & melodie
De tekst is geschreven door zanger Eddie Vedder en de muziek door Vedder, Stone Gossard en Jeff Ament. Het nummer onderscheidt zich tekstueel en qua muziek van de rest van Ten. Jeff Ament zei hierover: "Toen we nummers voor Ten uitkozen vonden we het belangrijk om ook vreemdere nummers op te nemen, zoals Oceans, omdat we andere muziekgebieden wilden ontdekken".
Eddie Vedder werd voor het nummer geïnspireerd door surfen. Het nummer werd tijdens het 1992 MTV Unplugged-concert van de band gespeeld, en Vedder zei aan het einde ervan: "...[dat was] een klein liefdesliedje dat ik voor mijn surfboard heb geschreven... Nee, eigenlijk is het voor iemand genaamd Beth die ik hopelijk morgen weer zie". Beth Liebling had tot 2000 een relatie met Eddie Vedder.
Toen het nummer in juni 1991 in Engeland werd gemixt, gebruikte mixer Tim Palmer een pepervaatje en brandblusser voor percussie, en zei hierover: "Dat ik die spullen gebruikte was puur omdat we ver van een muziekwinkel verwijderd werden".

## Muziekvideo
De muziekvideo voor Oceans was de laatste die de band zou uitbrengen tot Do the Evolution in 1998. De producer was Josh Taft, die ook de muziekvideo's voor Alive en Even Flow had geregisseerd. De zwart-wit videoclip werd in september 1992 op Hawaï opgenomen. Onder meer de War Memorial Gymnasium komt erin voor. De video werd alleen buiten de Verenigde Staten vrijgegeven, omdat de band vond dat Ten al meer dan voldoende was gepromoot. De videoclip van Oceans staat op de dvd Touring Band 2000.

## Live
Oceans werd voor het eerste live gespeeld op 17 mei 1991 in Seattle. Hoewel het nummer tijdens MTV Unplugged in 1992 werd gespeeld, was deze opname uiteindelijk niet op televisie te zien. Oceans is vooral tijdens de beginjaren van de band veel live gespeeld. In de jaren 1996 – 2009 is het nummer achttien keer live gespeeld.

## Hitnotering
Het haalde in Nederland en België de hitparades. Dat kwam wellicht doordat de aanvullende tracks waren opgenomen tijdens het concert dat Pearl Jam op Pinkpop 1992.

### Nederlandse Top 40
| Positie: | 29 | 22 | 21 | 30 | uit |

### NederlandseNationale Hitparade Top 100
| Positie: | 81 | 60 | 49 | 33 | 36 | 46 | uit |

### BelgischeBRT Top 30
| Positie: | 25 | 30 | uit |

### VlaamseUltratop 50
| Positie: | 35 | 38 | uit |

### NPO Radio 2 Top 2000
Oceans stond alleen in 2014 in de NPO Radio 2 Top 2000, op plek 1702.